# Le Cirque Médrano
Le Cirque Médrano est un tableau peint par Fernand Léger en 1918. Cette huile sur toile représente le cirque Medrano. Elle est conservée au musée national d'Art moderne, à Paris.